# Vaixti
Vaixti (en rus: Вашты) és un poble (un possiólok) de l'óblast de Sverdlovsk, a Rússia, segons el cens del 2010 no tenia cap habitant.